# Baureihe 290
Baureihe 290 – lokomotywa spalinowa produkowana w latach 1964-1976 dla kolei zachodnioniemieckich. Wyprodukowano 398 lokomotyw. Spalinowozy były produkowane do prowadzenia pociągów towarowych na niezelektryfikowanych liniach kolejowych. Lokomotywy były eksploatowane do manewrowania wagonów towarowych na górkach rozrządowych. Zostały pomalowane na charakterystyczny kolor bordowy. Jedna lokomotywa jest zachowana jako czynny eksponat zabytkowy.